# Štěpán z Pálče
Štěpán z Pálče (1370? – před 27. květnem 1423, Polsko) byl český kněz a učenec konce 14. a začátku 15. století. Byl blízkým přítelem Jana Husa a stoupencem reformního proudu na pražské univerzitě. Později proti Husovi vystupoval, po jeho upálení odešel natrvalo do Polska.

## Život
Štěpán z Pálče pocházel z Rakovníka a velká část jeho života byla spjata s pražskou univerzitou. V roce 1386 zde dosáhl na artistické fakultě gradu bakaláře, roku 1391 získal titul mistra svobodných umění, 1399 se stal na téže univerzitě děkanem artistické fakulty a hned následujícího roku byl už jejím rektorem (1400). Kněžské svěcení přijal v roce 1394 a bakalářem theologie se stal v roce 1402. Mistrovského gradu v oboru teologie dosáhl v roce 1411 (někdy se uvádí jako titul doktor teologie – navíc ve variantě k roku 1412).
Štěpán z Pálče byl blízkým přítelem Stanislava ze Znojma i Jana Husa – toho dokonce učil. Patřil mezi čelní stoupence myšlenek a názorů anglického reformátora Johna Wycliffa. Vášnivě ho obhajoval na univerzitní schůzi v roce 1403 týkající se tzv. 45 Wycliffových článků a prohlašoval, že je ochoten hájit každé slovo jím předloženého Wycliffova spisu (pravděpodobně šlo o spis De universalibus). V roce 1408 byli Stanislav ze Znojma spolu se Štěpánem z Pálče na základě žaloby svého univerzitního kolegy Ludolfa Meistermanna předvoláni k římské kurii, aby se zde zodpovídali pro podezření z kacířství. Na cestě ke kurii však byli v italské Bologni přepadeni a zajati Baltazarem Cossou, jedním ze vzbouřených kardinálů organizujících koncil v Pise. Z vězení byli propuštěni až po intervenci pražské univerzity a krále Václava IV. v únoru 1409. Mohli se tak zúčastnit koncilu v Pise a následně vrátit do Prahy. Zde po nich mezitím vůdčí roli v reformním hnutí převzal Jan Hus. Štěpán z Pálče však zůstal stát na jeho straně až do roku 1412. Mimo jiné tak v roce 1411 vystoupil proti interdiktu uvalenému na Prahu arcibiskupem Zbyňkem Zajícem z Hazmburka.

### Rozchod s reformním hnutím
V roce 1412 byl Štěpán z Pálče zvolen děkanem teologické fakulty. Na jaře tohoto roku pak dorazila do Prahy bula papeže Jana XXIII. vyhlašující křížovou výpravu proti Ladislavu Neapolskému, příznivci Janova konkurenta Řehoře XII., a slibující odpustky všem, kdo se této výpravy buď sami zúčastní, nebo na ni finančně přispějí. O výběr peněz (slovníkem pražských reformistů "prodej odpustků") se měli v Praze postarat papežští legáti Václav Thiem z Mikulova a Pace Fantuzzi. Štěpán se proti této kampani z počátku vymezil – před kolegy z reformního okruhu prohlásil, že odpustkové instrukce legátů obsahují "hmatatelné bludy," a zakázal jejich vyhlášení na své kouřimské faře.
Mezitím vešlo ve známost, že král Václav prodej odpustků z politických důvodů podpořil. Zatímco Hus a někteří další z jeho kolegů proti bule nadále veřejně vystupovali a v pražských ulicích proti ní byly pořádány protesty, došel Štěpán z Pálče ke změně stanoviska. Na univerzitě nyní hájil názor, že papežskou bulu nepřísluší posuzovat, ale pouze poslouchat, a spolu se Stanislavem ze Znojma se odvrátil i od filosofických a teologických názorů Johna Wycliffa. Tento obrat vedl k osobní roztržce mezi ním a Husem, který mu vytýkal, že tak učinil ze strachu, zatímco Štěpán se vždy hájil s tím, že šlo o upřímné prohlédnutí. Z pozice děkana teologické fakulty se také neúspěšně pokusil zakázat Husem vyhlášenou univerzitní disputaci o oprávněnosti papežské buly.
Proti názorům Husovy reformní skupiny a Wycliffovu učení nadále vystupoval na univerzitě, v kázáních a v jednáních před královskou radou. Účastnil se i schůze na Staroměstské radnici, při níž byl univerzitním mistrům vyhlášen králův zákaz držet a šířit 45 Wycliffových článků. Polemika s Husem pokračovala zejména formou traktátů i po Husově nuceném odchodu z Prahy, přičemž jádro sporu se postupně přesouvalo od papežské buly k otázce pojetí církve, církevní autority a poslušnosti. Štěpán z Pálče své pojetí církve vyložil především ve spise De ecclesia (O církvi), reagujícím na Husovo stejnojmenné dílo. V roce 1413 se stal kanovníkem kapituly Všech svatých. Již v dubnu 1413 byl však spolu se Stanislavem ze Znojma a dalšími dvěma teology poslán do vyhnanství poté, co odmítli přistoupit na stanovisko komise jmenované králem k urovnání sporů mezi nimi a Husovou stranou.

### Kostnický koncil a odchod do Polska
Na koncilu v Kostnici se Štěpán stavěl silně proti Janu Husovi a jeho názorům. Definoval ho jako nejhoršího kacíře. Po upálení Jana Husa (1415) Štěpán odešel do Polska (již v Kostnici spolupracoval s polským poselstvem). Působil na krakovské univerzitě a věnoval se také církevním záležitostem (arcijáhen v polské Kališi). V Polsku nakonec také zemřel (poslední zpráva o něm pochází z období 1422–1423).
Jeho postava vystupuje ve dvou filmových zpracováních osudů Jana Husa. První film s názvem Jan Hus je z dílny režiséra Vávry z 50. let 20. století a druhý, stejnojmenný film z dílny režiséra Jiřího Svobody z roku 2015.

## Dílo

### Filosofické kvestie
- Commentarius in I-IX capitula tractatus De universalibus Iohannis Wyclif[16]
- Quaestio Utrum universalia habeant (posicio, quam in quolibet determinavit, posicio de universalibis)[17]
- Quaestio Utrum deus, qui creavit mundum sensibilem (Questio difficilis de creancia mundo sensibiles)[18]
- Argumenta de universalibus realibus.[19]

### Teologické traktáty
- Tractatus gloriosus.[20]
- Replicatio contra quidamistas (Contra reprehensionem consilii octo doctorum, Tractatus Mgri Palecz, contra quem M. Hus replicam fecit ut supra, Responsio ad duas quasdam replicaciones pertinaciter et falsissime factas contra consilium doctorum catholicorum).[21]
- Antihus.[22]
- Tractatus contra quattuor articulos hussitarum (Tractatus contra wiclefistas et hussitas heresiarchas).[23]
- Tractatulus De ecclesia, pulchra dicta est (De aequivocatione nominis ecclesia).[24]

### Kázání
- Sermo Resistite fortes in fide (De maturanda Ecclesia reformacione).[25]
- Contra duos articulos Viclephi sermo.[26]

### Drobné spisy a dopis
- Tractatus breves pro domino Paulo, plebano in Planan.[27]
- Nota ad responsionem rectoris universitatis cracoviensis (rasponsiva cracoviensis).[28]
- Articuli ex processu M. Iohannis Hus Constantiae formulati.[29]
- Epistula Mgro Cristanno de Prachaticz (Litera seu epistola responsiva scripta per reverendum Magistrum Stephanum Palecz Cristano apostate).[30]

## Historický obraz Štěpána z Pálče

### Štěpán z Pálče ve filmu
| Otomar Krejča | ve filmu z r. 1954, režie Otakar Vávra |
| Jan Dolanský  | ve filmu z r. 2015, režie Jiří Svoboda |